# Brjáns saga
La Brjáns saga o Brjánssaga (saga di Brian) è una saga dei re norrena oggi perduta. Secondo alcune ipotesi, certi episodi della Njáls saga e della Þorsteins saga Síðu-Hallssonar attingono a questa saga.
Secondo Ó. Corráin, la data più probabile di composizione della Brjáns saga originale è intorno al 1100, quando re Magnús berfœtt di Norvegia minacciò gli interessi irlandesi (Clarke et al., 1998:449); egli crede che la saga sia stata scritta in risposta alla Cogadh Gáedhel re Gallaibh ("Guerra degli Irlandesi contro gli Stranieri") come il modo degli scandinavi di dire di essere leali ai discendenti di Brian Boru.